# 蘭氏銼甲鯰
蘭氏銼甲鯰，為輻鰭魚綱鯰形目甲鯰科的其中一種，為熱帶淡水魚，分布於南美洲巴西伊瓜蘇河的Iraí河流域，體長可達11.6公分，棲息在底層水域，生活習性不明。

## 扩展阅读
維基物種上的相關：蘭氏銼甲鯰